# Pinsl
Der „Pinsl“, mit bürgerlichem Namen Erhard Königsreuther (* 21. August 1927; † 12. März 2009 in Erlangen), war ein deutscher Maler.

## Wirken
Bei einem großen Publikum über die Grenzen Erlangens hinaus war er bekannt als Stadtoriginal und fester Bestandteil des Fest- und Kneipenlebens, besonders als selbst ernannter „Bergkönig“, der jedes Jahr zur Erlanger Bergkirchweih auf der Musikbühne des Erich-Kellers stand. Sein Bier erwarb er sich oftmals im Austausch gegen selbstgemalte Bilder (daher auch der Spitzname „Pinsl“). Auf diese Weise gerieten einige hundert seiner Gemälde in Erlanger Privatbesitz. Sein Atelier befand sich in der Westlichen Stadtmauerstraße 19. Sein Markenzeichen, eine selbstgefertigte Krone, wurde ihm in den 90er Jahren zu seinem Ärger gestohlen.
Die 254. Bergkirchweih im Jahr 2009 eröffnete Oberbürgermeister Siegfried Balleis mit einem Trinkspruch auf den kurz zuvor verstorbenen Lebenskünstler, mit dem die Erlanger Bergkirchweih jahrzehntelang untrennbar verbunden war. Die Irish-Folk-Band Fiddler’s Green aus Erlangen verewigte „Pinsl“ auf dem Cover ihrer 1995 erschienenen CD King Shepherd. Mit dem Bonus-Track Ra Ra Ra Venezuela setzte sich der Bergkönig ein musikalisches Denkmal.